# Typenbau
Typenbauten sind Bauwerke, die nach demselben Entwurf und mithilfe derselben Bauplanung mehrfach oder sogar in Serie in nahezu gleicher Ausführung an verschiedenen Standorten errichtet werden. Häufig werden derartige bauliche Anlagen mit einer Typengenehmigung versehen.

## Eigenschaften
Der Vorteil des Typenbaus ist die Einsparung von Planungskosten und die leichtere Überwachung der Bauausführung. Auch kann die Typisierung die Planung der Inneneinrichtung und die Instandhaltung vereinfachen. Die Typisierung von Bauten lässt sich auch als Ansatz zu einer technischen Normung beschreiben und schließt häufig die industrielle Serienfertigung von einzelnen Bauelementen oder ganzen Bauteilen (vgl. Fertigteilbau) ein. Ein Nachteil der Typisierung ist die fehlende Individualität, weshalb für die meisten Bauaufgaben keine Typenbauten in Frage kommen.
Die Typisierung stößt an ihre Grenzen, wenn an die auszuführenden Bauten individuelle Anforderungen bezüglich Standort, Höhe, Nutzung, Statik usw. gestellt werden. In diesen Fällen kann meist kein vollständig typisiertes Bauwerk errichtet werden. Es ist aber möglich und auch üblich, besagtes Bauwerk, so weit wie technisch möglich als Typenkonstruktion zu realisieren. Auch sind mehrere den Zweck angepasste typisierte Varianten denkbar, die nicht unbedingt unterschiedlich aussehen müssen (Beispiel: C2 und C3-Mast der Nord-Süd-Leitung, die beide gleich aussehen, aber durch Wahl der Trägerprofile für verschiedene Eislasten ausgelegt sind). Auch ist es insbesondere bei Turmbauwerken, deren günstigste Form von der Nutzung und der Physik vorgegeben wird, nicht unüblich das Design von Individualkonstruktionen stark an das Design typisierter Konstruktionen anzulehnen (Beispiel: Der Fernmeldeturm Koblenz ähnelt stark einen Typenturm, ist aber kein Typenturm). Aus diesem Grund ist es nicht immer möglich, allein vom Aussehen eines Bauwerks zu schließen, ob hier ein Typenbau vorliegt oder nicht. Die Abgrenzung zwischen einem Einzel- und einem Typenbau zu ziehen wird auch dann schwierig, wenn von einem Typenbau nur noch ein Baumuster existiert oder wenn nicht sichergestellt werden kann, ob noch weitere gleichartige Bauten existieren oder existierten.
Zu den bekanntesten Typenbauten gehören die DDR-Plattenbauten vom Typ WBS 70 (WBS = Wohnbausystem) und ähnliche westdeutsche Wohnbausysteme sowie typisierte Bahnhöfe in den Niederlanden. Auch Fertighäuser sind dem Wesen nach Typenbauten.
Als höchstes Typenbauwerk gilt bisher die Windkraftanlage Enercon E-126.

## Bewertung von Typenbauten nach HOAI
Die Bewertung von Typenbauten nach HOAI erfolgt im Wesentlichen nach den § 15 (Leistungsphasen) und §22 (Auftrag für mehrere Gebäude).
§ 22 HOAI sagt dazu:
(2) Umfasst ein Auftrag mehrere gleiche, spiegelgleiche oder im Wesentlichen gleichartige Gebäude, die im zeitlichen oder örtlichen Zusammenhang und unter gleichen baulichen Verhältnissen errichtet werden sollen oder Gebäude nach Typenplanung oder Serienbauten, so sind für die 1. bis 4. Wiederholung die Vomhundertsätze der Leistungsphasen 1 bis 7 in §  15 um 50 vom Hundert, von der 5. Wiederholung an um 60 vom Hundert zu mindern. Als gleich gelten Gebäude, die nach dem gleichen Entwurf ausgeführt werden. Als Serienbauten gelten Gebäude, die nach einem im Wesentlichen gleichen Entwurf ausgeführt werden.

## Beispiele für Typenbauten

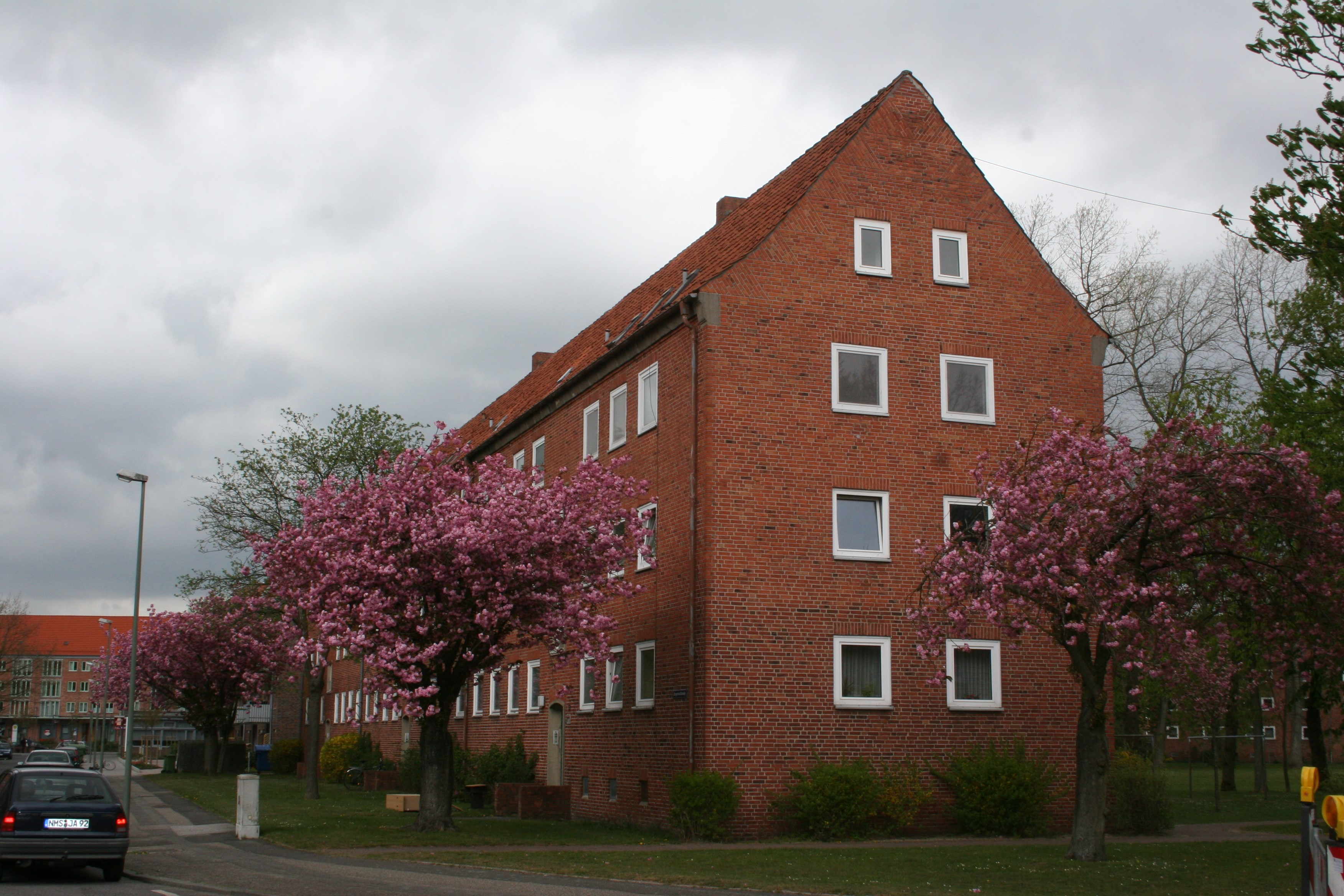
Typengebäude ERP-Haustyp B in der Stegerwaldstraße in der Böcklersiedlung Neumünster, 1950

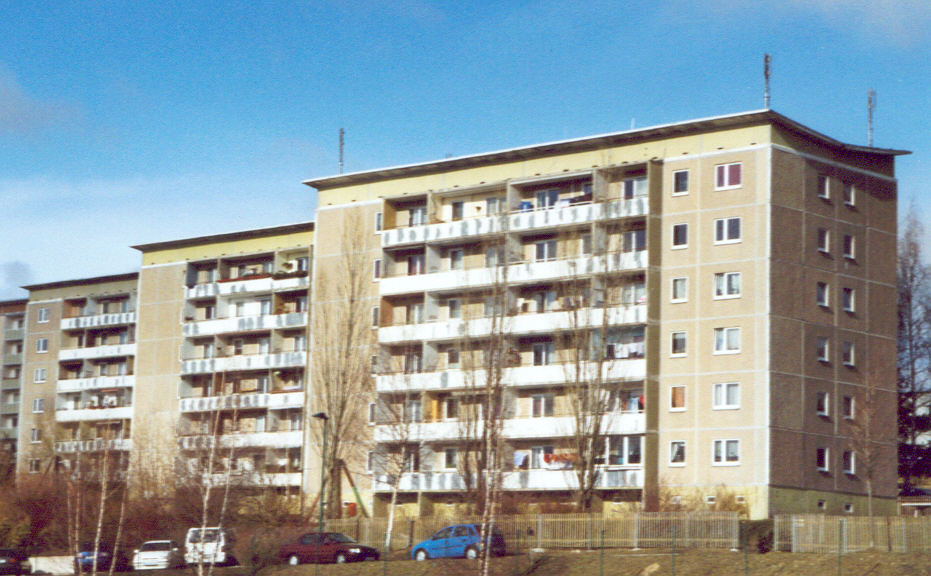
Sechsstöckiger WBS-70-Bau

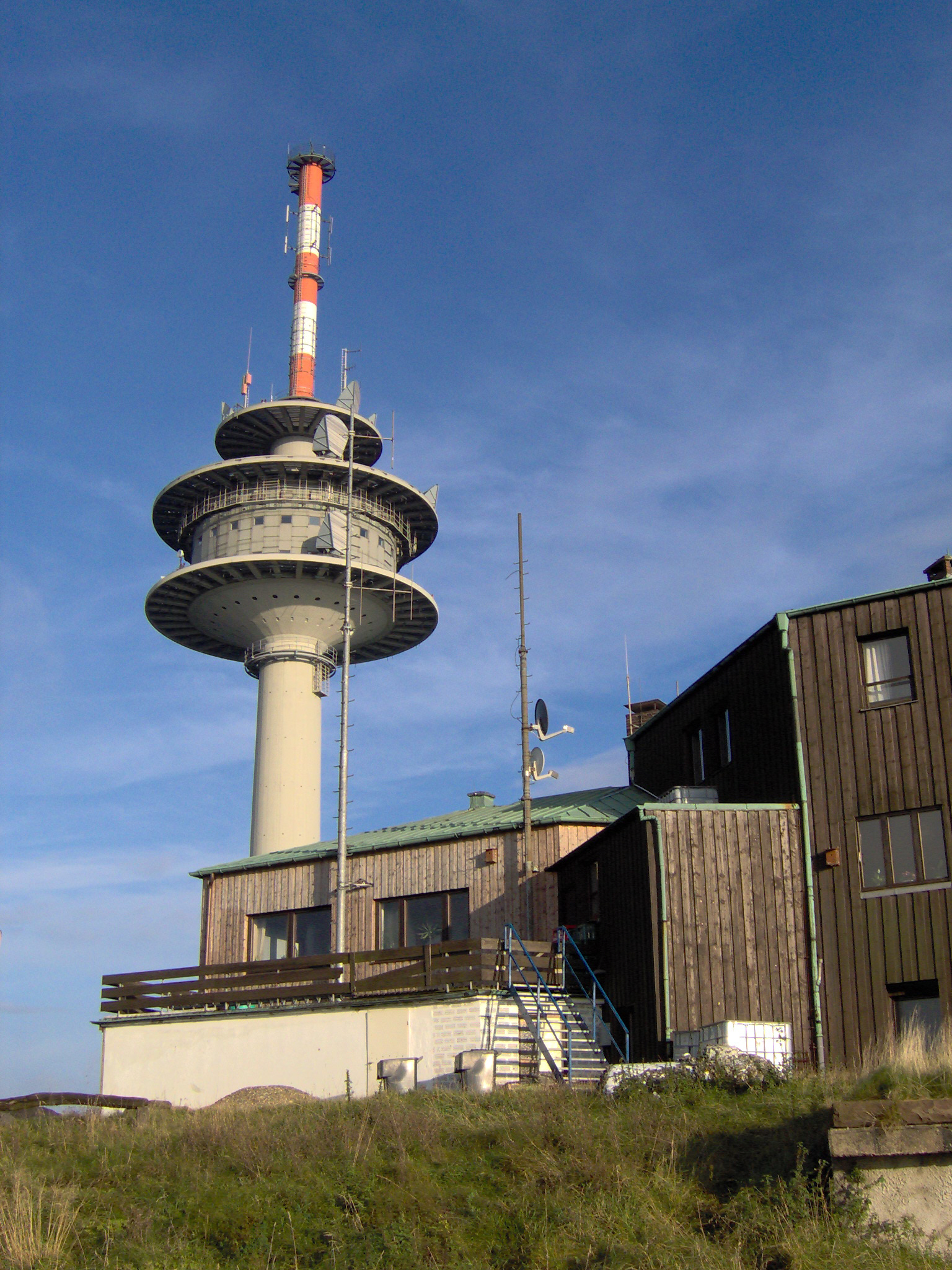
Typenturm FMT1 (Köterberg)

### Wohngebäude
- Deutschland / Westdeutschland:
  - viele Siedlungshäuser in Kleinsiedlungsgebieten (seit etwa 1920 bis in die 1960er Jahre; in Schleswig-Holstein bis in die 1990er Jahre) bzw. als Teil von Siedlergemeinschaften. Sie sind keine Fertighäuser und in der Regel in konventioneller Bauweise errichtet.
  - Die Gebäude des ERP-Programms „10.000 Flüchtlingswohnungen“ in Schleswig-Holstein[4]
  - Das in Westdeutschland umfangreichste Mustergrundriss- und Typenhaus-Programm der Arbeitsgemeinschaft für zeitgemäßes Bauen e. V. von 1946 bis 1996[5]
- Plattenbauten in der ehemaligen Sowjetunion:
  - Chruschtschowka
- Plattenbauten in der DDR, zum Beispiel:
  - Typenschulbau (DDR)
  - Typ Dresden Atrium
  - M10 (Plattenbautyp)
  - P2 (Plattenbautyp)
  - PH 16
  - Q3A
  - Q6 (Blockbauweise)
  - QP (Plattenbautyp)
  - Typ Quedlinburg
  - SK 65
  - WBS 70
  - WHH 17
  - WHH GT 18
  - Zwölfeckhaus
- Dymaxion-Haus von Richard Buckminster Fuller (nur zwei Prototypen realisiert)
- Unité d’Habitation von Le Corbusier

### Sakralbauten
- Nach dem Zweiten Weltkrieg errichtete Notkirchen, entworfen von Otto Bartning

### Freileitungsmasten
- C1-Mast der Nord-Süd-Leitung
- C2/C3-Mast der Nord-Süd-Leitung
- Corolle (Freileitungsmast für Hochspannungsleitung aus laminierten Holz)

### Andere Gebäude und Ingenieurbauwerke
- Typenschulbau, Kindergärten und Turnhallen in den Neubaugebieten der DDR
- Kreuzbau Hamburger Schulen
- Rechenzentren in Hochschulen der ehemaligen DDR vom Typ „Weimar“
- Burger-King- und McDonald’s-Restaurants
- Bauten für Lebensmitteldiscounter / Supermärkte
- Tankstellen[6]
- Typenturm
- 3803 KM (Sendeturm in der ehemaligen Sowjetunion)
- 30107 KM (Sendemast in der ehemaligen Sowjetunion)
- Wachtürme an der ehemaligen innerdeutschen Grenze
- Fast alle Windkraftanlagen
- Tower der Deutschen Flugsicherung (Bsp.: Leipzig und Düsseldorf)
- Botschaftsgebäude der DDR Typen Pankow I – III
- Stellwerke der Reichsbahn und der Deutschen Bundesbahn
- Bahnhöfe, z. B. Einheitsbahnhof (Württemberg), Hemmen, kkStB 16/H
- Bedienstandorte (BSO)[7] und Technikstandorte (TSO)[8] der Deutschen Bahn AG
- Hallenbäder in der DDR[9]
  - Typ A (Anklam)[10]
  - Typ B (Bitterfeld) (wie zum Beispiel Volksschwimmhalle Lankow)
  - Typ C mit charakteristischer VT-Falte[11]
  - Typ D (Berlin 83)

## Abgrenzung

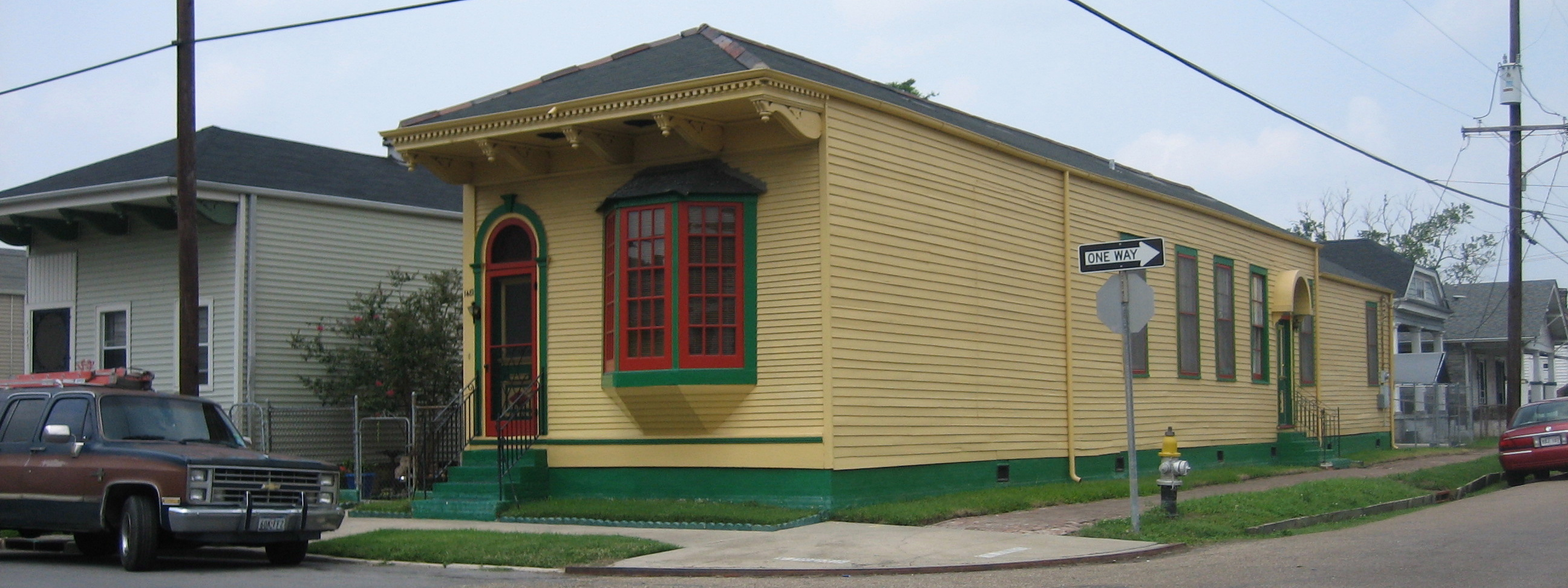
Amerikanisches Shotgun House

- Die Bartning-Notkirchen wurden unter Verwendung von vorgefertigten Konstruktionsteilen errichtet. Ihre Bauausführung folgte einem Typenentwurf, der allerdings prinzipiell mehrere mögliche Varianten vorsah und meist mit architektonisch individuell gestalteten Bauteilen kombiniert war.
- Die Bismarcktürme nach dem Musterentwurf „Götterdämmerung“ von Wilhelm Kreis wurden mit individuellen Unterschieden (z. B. in Größe, Baumaterial und künstlerischer Ausschmückung) ausgeführt, deshalb kann man eigentlich nur von einem Entwurfsmuster, nicht von einem Typenbau sprechen.
- Auch das Kubushaus von Piet Blom ist ein Entwurfsmuster, kein Typenbau. Es wurde bei zwei Gebäudekomplexen in den Niederlanden umgesetzt, wobei es den jeweiligen Umständen angepasst wurde.
- Die Hochbunker der Bauart Winkel haben ein übereinstimmendes, patentgeschütztes Konstruktionsprinzip, wurden aber in stark unterschiedlichen Größen und Ausformungen nach individuellen Plänen gebaut.
- Als Bauform bezeichnet man das Erscheinungsbild oder grundlegende Konzept eines Bauwerks oder Bauteils. Dabei zielt die Bezeichnung auf eine typologische Einordnung, also das Einordnen eines Bauwerks in eine bestimmte Kategorie oder Gruppe von Gebäuden. Das Shotgun House und das Ranch-style House zum Beispiel sind in den USA verbreitete Bauformen mit ähnlicher Charakteristik, es gibt jedoch keine zugrundeliegende standardisierte Planung oder Entwurfsmuster.